# آلان باردو
آلان باردو (Alan Pardew) (مواليد 18 يوليو 1961)، هو لاعب كرة قدم سابق كان يلعب كلاعب وسط.

## وصلات خارجية
- آلان باردو على موقع قاعدة بيانات كرة القدم.إي يو (الإنجليزية)
- آلان باردو على موقع Soccerbase.com (لاعب) (الإنجليزية)
- آلان باردو على موقع Soccerbase.com (مدرب) (الإنجليزية)